# Manica rubida

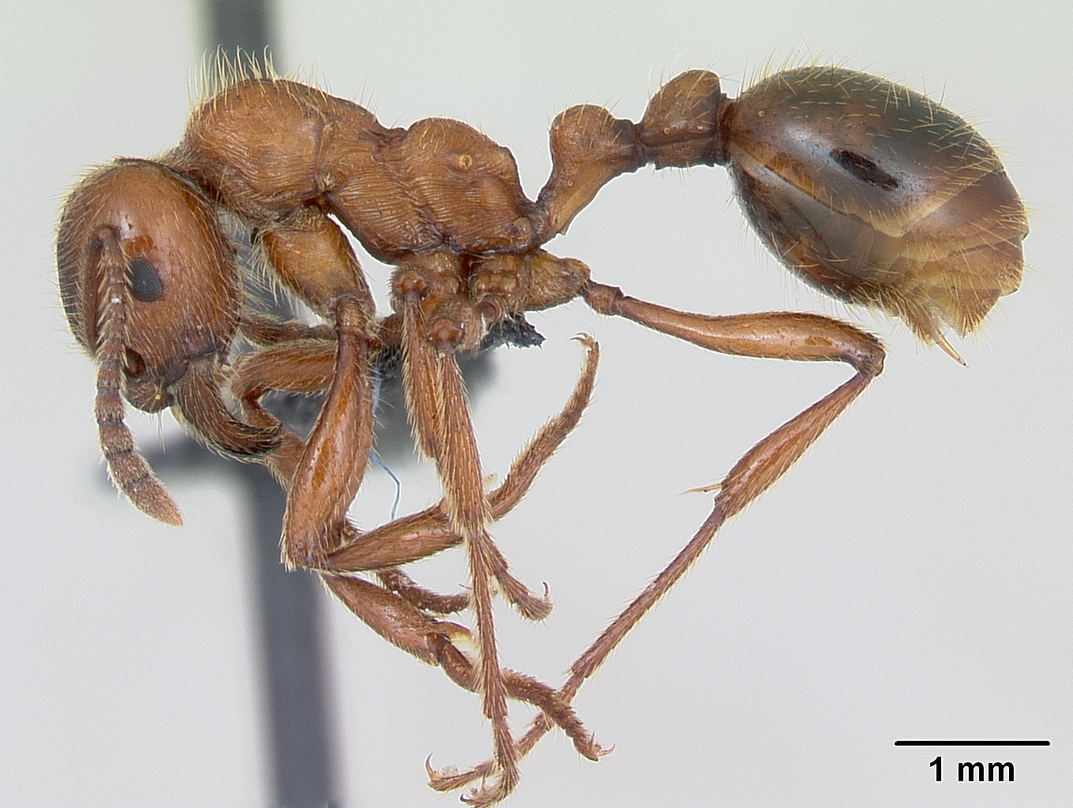
Муравей Manica rubida

Manica rubida (лат.) — вид муравьёв трибы Myrmicini из подсемейства Myrmicinae (Formicidae).
Редкий вид, включён в Красную книгу Армении.

## Распространение
Центральная и Южная Европа. Крым. Кавказ. Малая Азия. Как правило, на высотах 500—2000 метров.

## Описание
Рыжевато-красного цвета мелкие муравьи (длина около 5—6 мм), чуть более крупные, чем представители рода Myrmica. О примитивности вида Manica rubida говорит тот факт, что его самка-основательница иногда покидает гнездо и охотится за его пределами. Муравейники расположены в земле, под камнями, в ксерофильных условиях. Имеют очень широкий диапазон брачного лёта самок и самцов: с апреля по сентябрь. Кроме того, у этого вида обнаружены матки-микрогины, функция которых остается неясной.
В лабораторных гнёздах Manica rubida показана возможность содержания ими гусениц голубянок рода Maculinea (Maculinea alcon и Maculinea rebeli), также как это происходит в природе у некоторых видов рода мирмики.
В составе различных феромонов рабочих муравьёв Manica rubida обнаружены следующие вещества:
- C8H12N2 или 2,5-Dimethyl-3-ethylpyrazine (следовой феромон)[7]
- C10H18O или(E,6S)-4,6-Dimethyl-4-octen-3-one (6S-manicone, феромон тревоги)[8]
- C15H24 или (Z,E)-3,7,11-Trimethyl-1,3,6,10-dodecatetraene (Z,E-alpha-farnesene) и Z,E-alpha-homofarnesene (феромон опознания соплеменников)[9]

## Систематика
Типовой вид рода Manica. Первоначально был описан только по самкам под названием Formica rubida. Рабочие и самцы были описаны позднее (Mayr, 1855).

### Синонимы
- Myrmica montana Labram & Imhoff, 1838
- Manica leonina (Losana, 1834)
- Myrmica rhynchophora Förster, 1850
- Myrmica leonina Losana, 1834
- Formica rubida Latreille, 1802

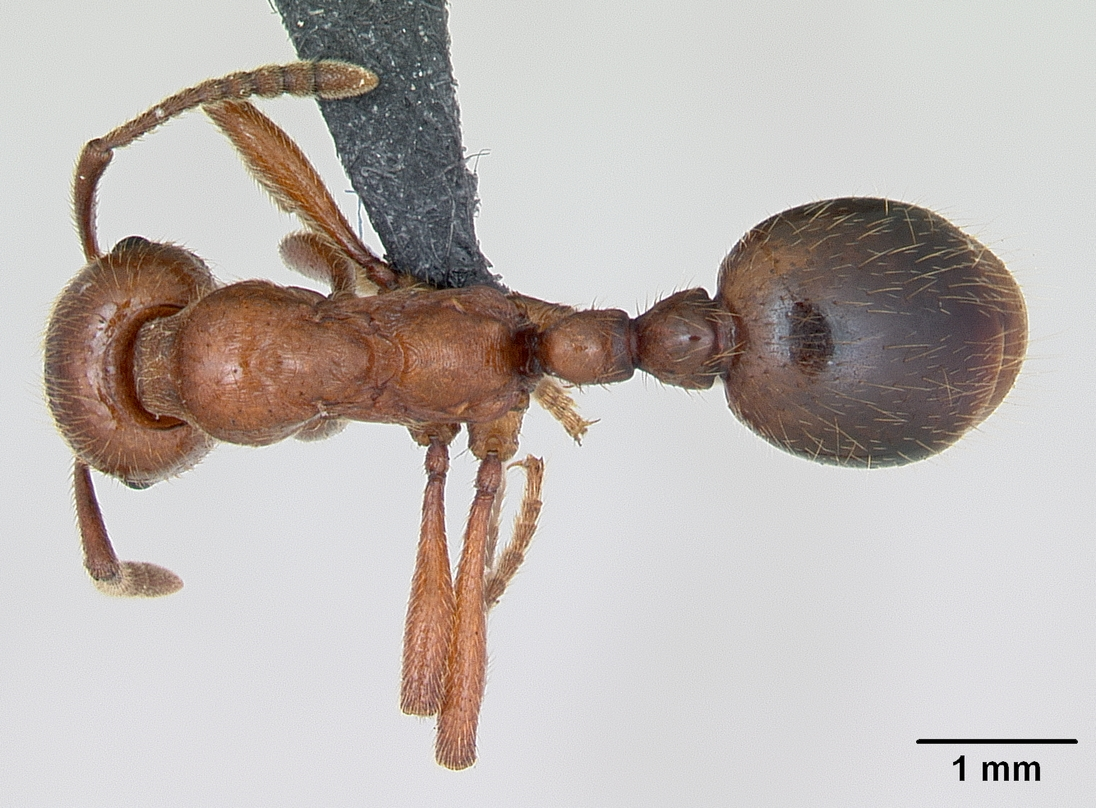
Вид сверху Manica rubida
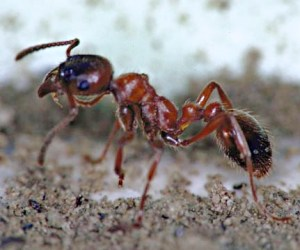
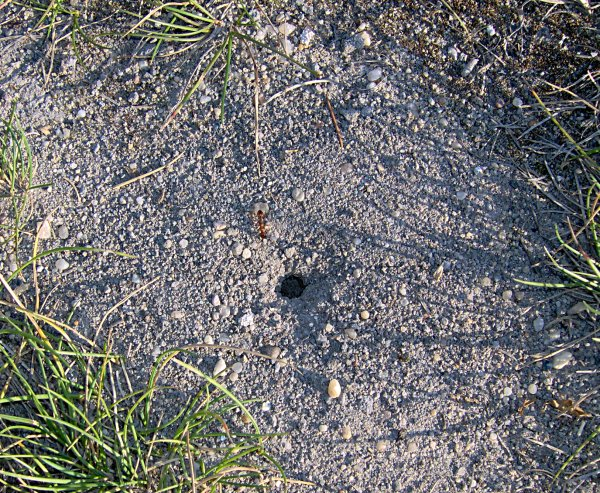
Гнездо Manica rubida